# فردریک فینو
فردریک فینو (فرانسوی: Frédéric Finot‎؛ زادهٔ ۲۰ مارس ۱۹۷۷) دوچرخه‌سوار اهل فرانسه است.